# Martín I
Martín I (Todi, ¿?-Quersoneso Táurico (Crimea), 16 de septiembre de 655) fue el papa 74.º de la Iglesia católica de 649 a 655, venerado como santo por la Iglesia católica así como también por la Iglesia ortodoxa.
Inició su pontificado convocando el concilio que la muerte de su predecesor Teodoro I le había impedido celebrar. En este concilio, celebrado en Letrán, se condenó el monotelismo que el emperador bizantino Constante II quería imponer como solución de compromiso entre la ortodoxia cristiana y el monofisismo. 
También proclamó el Dogma de la Virginidad perpetua. Asimismo se confirmaron las condenas a  la Ecthesis, decretada por el emperador Heraclio, al Typos de Constante, y se excomulgó a los patriarcas de Constantinopla Sergio I, Pirro I y Pablo II.
Conocida la noticia en Constantinopla, el emperador Constante II ordenó a su representante en Italia, el exarca de Rávena, Teodoro Calíope, que tomase prisionero al Papa y lo trasladase a la capital imperial.
El exarca, a su llegada a Roma, informó al clero que Martín I había sido depuesto como papa, obligando al propio pontífice a embarcar el 19 de junio de 653 con destino a Constantinopla, donde arriba el 17 de septiembre de 654, tras permanecer durante casi un año en la isla de Naxos.
En Constantinopla fue juzgado de los cargos de herejía y enemigo del Estado, siendo condenado a muerte el 20 de diciembre de 654. El juicio, celebrado en el Hipódromo, fue una parodia en la que Martín I fue vejado e insultado, privado de sus vestiduras y cargado de cadenas.
Tras tres meses de prisión, el emperador le conmutó la pena de muerte por la de exilio en Crimea, donde llegó, el 15 de mayo de 655, en una situación física tan deplorable debida al maltrato sufrido desde su detención, que falleció el 16 de septiembre de ese mismo año. Por este motivo se le considera mártir, el último Papa en testimoniar su fe de este modo.

## Patronazgo

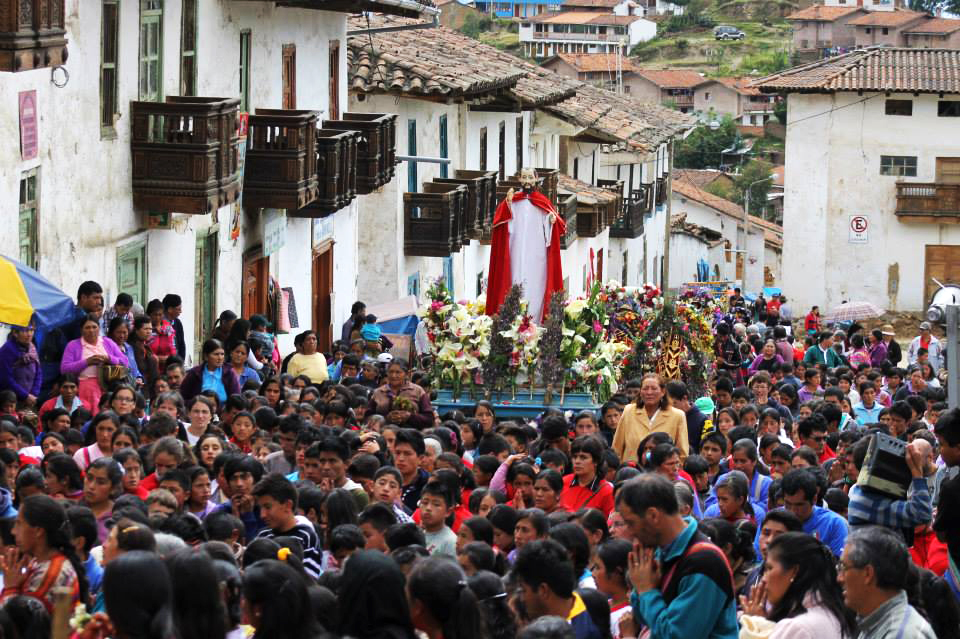
Procesión en honor a Martín I, patrón fundacional de Chacas, Perú desde 1570.

En Perú, es patrón de la ciudad ancashina de San Martín de Chacas, desde su fundación en la década de 1570.